# Zaï

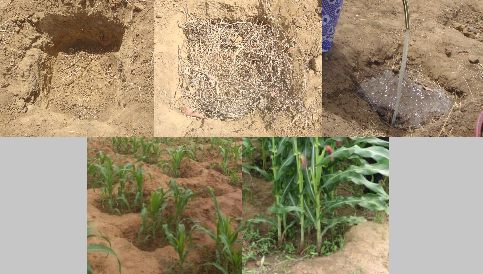
Processo de poço Zaï.

Zaï ou tassa é uma técnica agrícola que consiste em cavar fossos em solos menos permeáveis para captar água e concentrar composto. As covas medem entre 15 e 50cm de largura e cerca 5 a 15cm de profundidade, espaçadas aproximadamente 80cm de distância. A técnica é tradicionalmente usada no Sahel ocidental (Burkina Faso, Níger, Mali) para restaurar terras áridas degradadas e aumentar a fertilidade do solo.
Os buracos Zaï foram reintroduzidos desde a década de 1980 por Yacouba Sawadogo, um agricultor do Burkina Faso, que introduziu a inovação de enchê-los com estrume e composto para fornecer nutrientes às plantas. O estrume atrai térmitas, cujos túneis ajudam a quebrar ainda mais o solo. Ele também aumentou ligeiramente o tamanho dos furos em relação aos modelos tradicionais. Os buracos de Zaï ajudam a melhorar o rendimento das árvores, do sorgo e do milheto em até 500 por cento.
Como alternativa à técnica zaï, alguns engenheiros agrícolas sugerem a técnica de diques, especialmente no caso de solos muito leves.